# Carlo De Stefano
Carlo De Stefano (Avellino, 1º aprile 1943) è un poliziotto italiano, dal 29 novembre 2011 al 28 aprile 2013 sottosegretario di Stato al Ministero dell'interno nel governo Monti.

## Biografia
Funzionario della Polizia di Stato.
È stato responsabile della sicurezza della Presidenza della Repubblica durante il mandato di Sandro Pertini. È stato nominato nel 1993 questore di Avellino fino al 1995. Passato alla direzione centrale dei servizi antidroga , nel 1997 passa a dirigere l'ufficio investigazioni generali dell'UCIGOS.
Da gennaio ad agosto 2001 è stato questore di Firenze. Dal 2001 al 2009 è stato a capo della Direzione centrale della polizia di prevenzione, con il grado di prefetto. 
Dal 28 novembre 2011 al 28 aprile 2013, data in cui si è insediato il Governo Letta, è stato sottosegretario di stato al Ministero dell'Interno per il Governo Monti.